# Xyrogena ligula
Xyrogena ligula är en tvåvingeart som beskrevs av Ian David Whittington 2003. Xyrogena ligula ingår i släktet Xyrogena och familjen bredmunsflugor. Inga underarter finns listade i Catalogue of Life.